# (73762) 1994 LS
(73762) 1994 LS este un asteroid din centura principală, descoperit pe 3 iunie 1994 de Timothy Spahr.